# Construcció de Cayley-Dickson
En matemàtiques, la construcció de Cayley-Dickson produeix una seqüència d'àlgebres sobre el cos dels nombres reals, cada una amb dimensió doble que l'anterior. Les àlgebres produïdes per aquest procés són conegudes com a àlgebres de Cayley-Dickson; atès que són una extensió dels nombres complexos, són nombres hipercomplexos. Totes aquestes àlgebres tenen els conceptes de norma i conjugat, sent la idea general que el producte d'un element i el seu conjugat hauria de ser el quadrat de la seva norma. La sorpresa és que per als primers passos, a més de tenir dimensió més alta, la següent àlgebra perd alguna propietat algebraica específica.

## Introducció
Pas 1. El pas de {\displaystyle \mathbb {R} } a {\displaystyle \mathbb {C} }
Els nombres complexos es poden escriure com parells ordenats {\displaystyle (a,b)} de nombres reals {\displaystyle a} i {\displaystyle b}, amb la suma definida component a component i el producte definit per l'expressió:
{\displaystyle (a,b)(c,d)=(ac-bd,ad+bc).\,}
La conjugació d'un nombre complex quedarà definida per:
{\displaystyle (a,b)^{*}=(a,-b).\,}
Com a primera conseqüència, el producte d'un nombre complex així format, pel seu conjugat {\displaystyle (a,b)^{*}(a,b)=(aa+bb,ab-ba)=(a^{2}+b^{2},0),\,} és sempre un nombre real no negatiu, de manera que podrem definir la seva arrel quadrada (la norma del nombre complex):
{\displaystyle |Z|=(z^{*}z)^{1/2}.\,}
aquest mateix procediment, amb unes lleugeres modificacions en la definició del producte i de la conjugació, ens permetrà definir els següents passos de la construcció de Cayley-Dickson.
Pas 2. El pas de {\displaystyle \mathbb {C} } a {\displaystyle \mathbb {H} }
a partir d'una parella {\displaystyle (a,b)} de nombres complexos {\displaystyle a} i {\displaystyle b}, podem definir el producte
{\displaystyle (a,b)(c,d)=(ac-d^{*}b,da+bc^{*}).\,}
Observem dues variacions amb la fórmula que permetia el pas de ℝ a ℂ: aquí l'ordre és important, ja que el nou producte no serà commutatiu, i apareix el conjugat dels nombres complexos (doncs abans el conjugat d'un nombre real era ell mateix).
La conjugació quedarà definida com:
{\displaystyle (a,b)^{*}=(a^{*},-b).\,}
De nou el producte d'un element pel seu conjugat serà un nombre real no negatiu:
{\displaystyle (a,b)^{*}(a,b)=(a^{*},-b)(a,b)=(a^{*}a+bb^{*},ab-ab)=(|a|^{2}+|b|^{2},0).\,}
això ens permetrà definir la norma d'aquests parells ordenats. a l'àlgebra de dimensió quatre que formen aquests parells ordenats es coneix amb el nom de quaternions.

## El procediment general
El procediment general repeteix exactament les definicions donades en el segon pas (de ℂ a ℍ). De fet, el primer pas (de ℝ a ℂ) es pot veure com un cas particular del procediment general. En el tercer pas es construirien els octonions com parelles de quaternions. En el quart pas es construirien els sedenions com parelles d'octonions. El procés pot repetir indefinidament.